# Thomas Gill
Pour les articles homonymes, voir Gill.
Thomas Gill, né le 16 mai 1965 à Grimstad (Norvège), est un footballeur norvégien, qui évoluait au poste de gardien de but au MSV Duisbourg et en équipe de Norvège.

## Carrière
- 1987-1988 : Vålerenga
- 1989 : IK Start
- 1990 : SK Brann
- 1991-1992 : FK Jerv
- 1992-1993 : Vejle BK
- 1993-1995 : AaB Ålborg
- 1996 : SK Sturm Graz
- 1996-1998 : MSV Duisbourg
- 1999 : FC Copenhague
- 1999-2000 : Ayr United
- 2000-2001 : Fredrikstad FK
- 2001 : IK Start
- 2002 : FK Jerv
- 2005 : Strømsgodset IF

## Palmarès

### En équipe nationale
- 5 sélections et 0 but avec l'équipe de Norvège entre 1997 et 1998.

### Avec AaB Ålborg
- Vainqueur du Championnat du Danemark de football en 1995.

### Avec Sturm Graz
- Vainqueur de la Coupe d'Autriche de football en 1996.